# Friedland (Mecklenburg)
Friedland ist eine Kleinstadt im östlichen Teil des Landkreises Mecklenburgische Seenplatte im Osten Mecklenburg-Vorpommerns. Sie gehört historisch zum Landesteil Mecklenburg. Die seit dem 1. Januar 2004 amtsangehörige Stadt ist Sitz des Amtes Friedland, dem zwei weitere Gemeinden angehören. Der Ort ist ein Grundzentrum nahe dem Oberzentrum Neubrandenburg.

## Lage
Friedland an der Datze liegt etwa in der Mitte zwischen den Städten Neubrandenburg und Anklam und nordwestlich der Brohmer Berge. Östlich der Stadt breitet sich die nach ihr benannte Friedländer Große Wiese aus. Südwestlich der Stadt befindet sich der Friedländer Mühlenteich.

## Stadtgliederung
Zur Stadt Friedland gehören folgende Ortsteile
- Bresewitz
- Brohm
- Cosa (früher auch Cosabroma)
- Dishley
- Eichhorst
- Genzkow
- Glienke
- Heinrichswalde
- Hohenstein
- Jatzke
- Liepen
- Ramelow
- Schwanbeck

## Geschichte

### Friedland

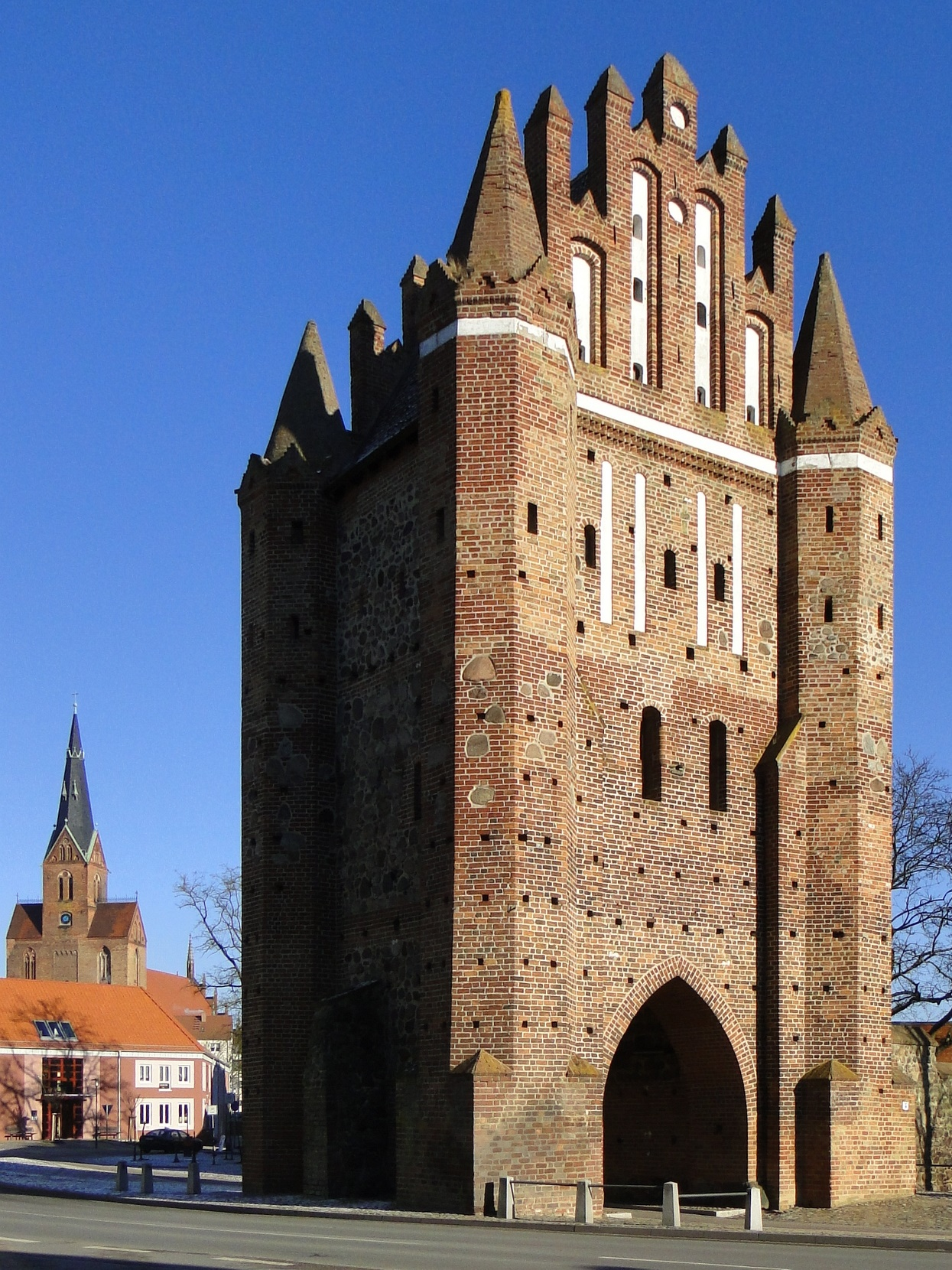
Neubrandenburger Tor

Friedland um 1760

Noch vor 1200 entstand an einem Wegekreuz alter Handelsstraßen am Rande der großen Niedermoore auf einem Landrücken eine Siedlung der Handelnden, die schon eine Nikolaikirche besaßen. Als die Herrschaft Stargard nach dem Vertrag von Kremmen in die Hände der Brandenburger gelangt war, gründeten die brandenburgischen Markgrafen Otto III. und Johann I. neben den vorhandenen Siedlungen 1244 nach deutschem Recht die Stadt Vredeland, das heutige Friedland. Im Stadtwappen findet man die beiden Stifter noch heute. Der Ort direkt am Landgraben nahe der pommerschen Grenze diente dem Schutz gegen die Pommern.
Es entwickelte sich um 1300 ein gitterförmiges Straßenraster in einem ellipsenförmigen Stadtgrundriss, der von einer teilweise noch erhaltenen, starken Befestigung mit einer bis zu sechs Meter hohen Stadtmauer umgeben war. Mit dem gotischen Anklamer Tor (Steintor) wurde 1304 begonnen, während das spätgotische, dreigeschossige Neubrandenburger Tor (früher Burgtor) im 15. Jahrhundert entstand. An die Stadtmauer wurden später 29 Wieckhäuser angefügt; erhalten blieb die Fischerburg aus dem 13. Jahrhundert. Der Fangelturm der Befestigung wurde 1911 Wasserturm und 1997 Aussichtsturm.
Durch den Vertrag von Vietmannsdorf 1304 kam die Herrschaft Stargard und damit auch Friedland zum Herrschaftsgebiet der Herren, Herzöge, zuletzt Großherzöge von Mecklenburg. Friedland wurde Landstadt in Mecklenburg und als solche Teil der Städte in der  Herrschaft Stargard, die bis 1918 auf mecklenburgischen Landtagen der Union der Landstände vertreten waren.
Der Siebenjährige Krieg (Gefecht bei Kavelpaß, 1760), Hungersnöte, Seuchen (1637/38 mit 872 Pesttoten), 12 Stadtbrände (insbesondere der große Stadtbrand von 1703) sowie die Lage in einer der strukturschwächsten deutschen Regionen hemmten die Stadtentwicklung. 1806 zogen die Truppen Napoleons unter Marschall Joachim Murat mit 70.000 Soldaten durch die Stadt, danach weitere französische (über 190.000 Mann) und preußische Truppen. Friederike Krüger aus Friedland kämpfte in Männerkleidung in den napoleonischen Befreiungskriegen (1813–1815), um ihr Land zu befreien. Für ihre Tapferkeit erhielt sie unter dem Namen August Lübeck sogar das Eiserne Kreuz.

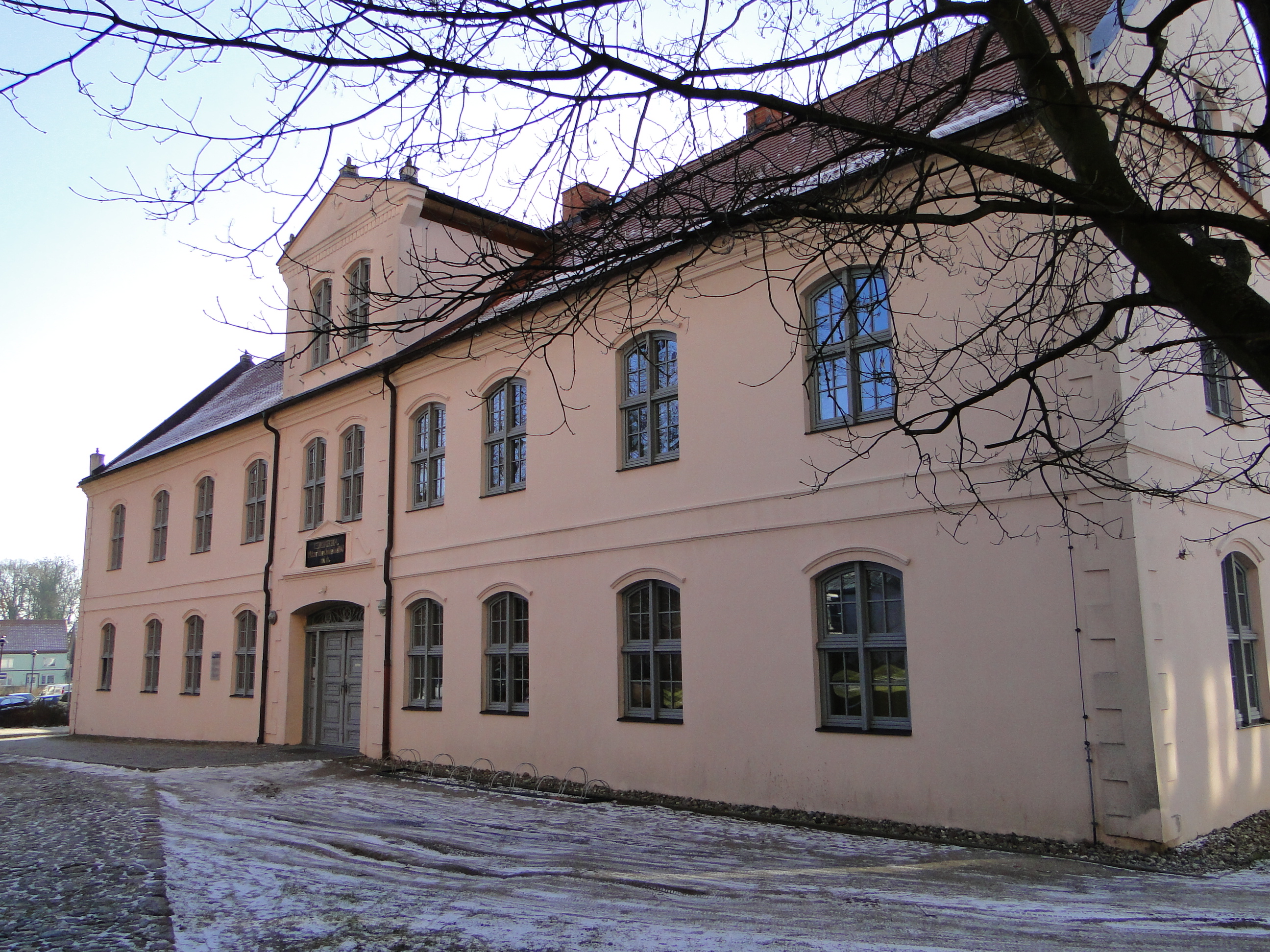
Gelehrtenschule

Wie viele andere Städte auch erlebte Friedland im 19. Jahrhundert eine Blütezeit. 1803 wurde ein neues Rathaus erbaut, 1862 ein Krankenhaus im Johannesstift, ab 1866 ein modernes Wasserleitungssystem mit Wasserkraftwerk (1886) an der Woldegker Straße. Das Friedländer Gymnasium (1371 bis 1840 Gelehrtenschule) war bis ins frühe 19. Jahrhundert hinein die bedeutendste höhere Schule in Südostmecklenburg. 1814 wurde in Friedland der erste deutsche Turnverein gegründet (heute: TSV 1814 Friedland), es ist somit der älteste Sportverein Deutschlands. Carl Leuschner, Lehrer und zuletzt Konrektor der Gelehrtenschule, legte 1814 in Friedland den ersten Turnplatz in Mecklenburg an. Ab 1854 hatte Friedland Straßenbeleuchtung und ab 1894 Bürgersteige. Bekannt wurde die Stadt durch die Rote Friedländerin, eine rote Fliese, die für Labortische und Küchenfliesen verwendet wurde. Ab 1879 bestand das Amtsgericht Friedland (Mecklenburg).
In der Gründerzeit entstanden die Bahnstrecke Neubrandenburg–Friedland (1884), die Molkerei (1890), die Zuckerfabrik (1891), das Mosaik-Plattenwerk (1894), die Gasfabrik (1896) und die Überlandzentrale (1911).
Am Ende des Zweiten Weltkriegs wurden am 28./29. April 1945 große Teile der Altstadt, darunter das Rathaus von 1803, zerstört bzw. von Rotarmisten niedergebrannt. Seit 1965 im Altstadtbereich errichtete Neubauten prägen heute das Stadtbild. Von 1965 bis 1985 wurden in der Innenstadt 1334 Wohnungen zumeist in Plattenbauweise errichtet. Nach der Deutschen Wiedervereinigung wurden ab 1991 die noch vorhandenen historischen Gebäude in der Altstadt im Rahmen der Städtebauförderung saniert.
Von 1952 bis 1994 gehörte Friedland zum Kreis Neubrandenburg-Land (bis 1990 im Bezirk Neubrandenburg, 1990–1994 im Land Mecklenburg-Vorpommern). Im Jahre 1994 wurde die Stadt in den Landkreis Mecklenburg-Strelitz eingegliedert. Seit der Kreisgebietsreform Mecklenburg-Vorpommern 2011 liegt sie im Landkreis Mecklenburgische Seenplatte.
Am 13. November 2019 pflanzte der Bürgermeister Wilfried Block gemeinsam mit der Fielmann-Niederlassungsleiterin aus Neubrandenburg, Daniela Sahr, anlässlich des 30. Jahrestages der deutschen Wiedervereinigung am Mühlenteich drei Bäume für die Deutsche Einheit als Einheitsdenkmal.

### Ortsteile
Brohm wurde 1338 erstmals als Brume erwähnt – ein slawischer Name für „Tor“ oder „Schanze“, was auf örtliche Befestigungen hindeutet.
Eichhorst wurde erstmals 1298 als Eykchorst erwähnt. Das Angerdorf baute die gotische Feldsteinkirche um 1300 am Anger; 1836/37 wurde sie ausgebaut, und der achteckige Fachwerkturmaufsatz nach Plänen von Buttel entstand. Das Gut hatte oft wechselnde Besitzer, wurde nach 1945 aufgesiedelt, 1952 als LPG geführt und war nach 1990 eine Agrargenossenschaft. Das Gutshaus von 1821 wurde seit 1964 bis in die 1990er Jahre als Gebäude einer zehnklassigen Schule genutzt.
Glienke wurde erstmals 1298 erwähnt. Ein slawischer Burgwall stammt aus dem 10. Jahrhundert. Bis 1772 wurde die Feldsteinkirche des Runddorfes am Anger  gebaut.
Jatzke, ein  Angerdorf mit ehemaligem Gut (Gutshaus 1945 abgebrannt), hat Reste einer slawischen Wehranlage.
Liepen war seit 1973 Ortsteil von Eichhorst. Das Gut führte der Nationalökonom Johann Heinrich von Thünen um 1806 einige Jahre.
Ramelow: Das Gut war in Besitz der Familien von Hahn (ab 1769), Heinrich Hase (ab 1815), Johann Emanuel Hoth (ab 1821) und Ludwig Bicker (1895–1945). Das Gutshaus aus der Zeit nach 1769 verfällt.
Schwanbeck wurde erstmals 1317 als Swanebeke, niederdeutsch für „Schwanenbach“, erwähnt.

### Eingemeindungen
Bresewitz wurde am 1. Januar 1957 eingemeindet. Brohm und Schwanbeck gehören seit dem 13. Juni 2004 zu Friedland.

Zum 25. Mai 2014 wurden die Gemeinden Glienke und Eichhorst in die Stadt Friedland eingemeindet.
Zum 26. Mai 2019 wurde die südwestlich von Friedland gelegene Gemeinde Genzkow in die Stadt Friedland eingemeindet.

## Bevölkerung
| Jahr | Einwohner |
| ---- | --------- |
| 1990 | 8164      |
| 1995 | 7935      |
| 2000 | 7486      |
| 2005 | 7473      |
| 2010 | 6544      |
| 2015 | 6779      |

| Jahr | Einwohner |
| ---- | --------- |
| 2020 | 6403      |
| 2021 | 6423      |
| 2022 | 6478      |
| 2023 | 6550      |

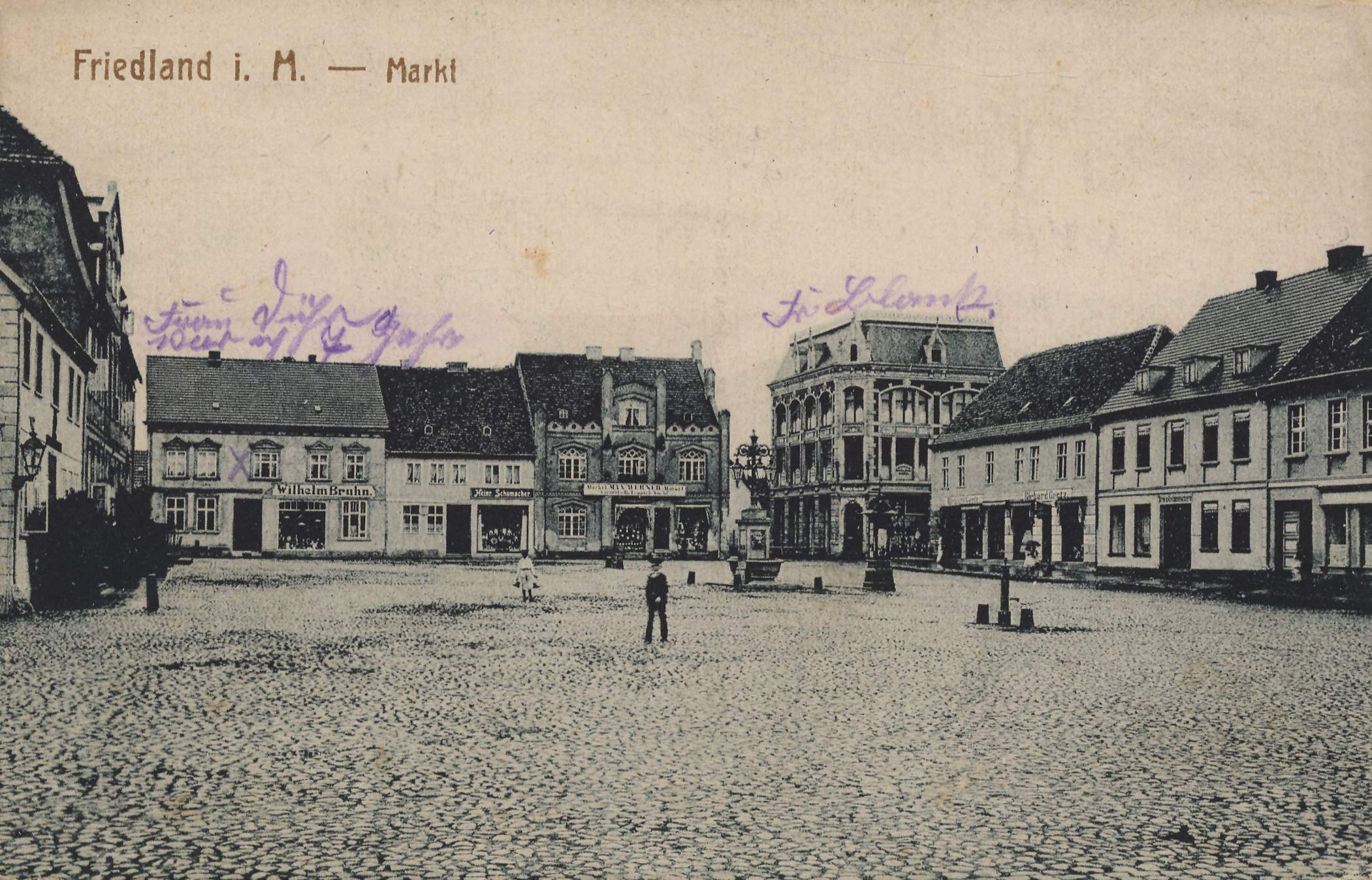
Friedländer Marktplatz um 1900

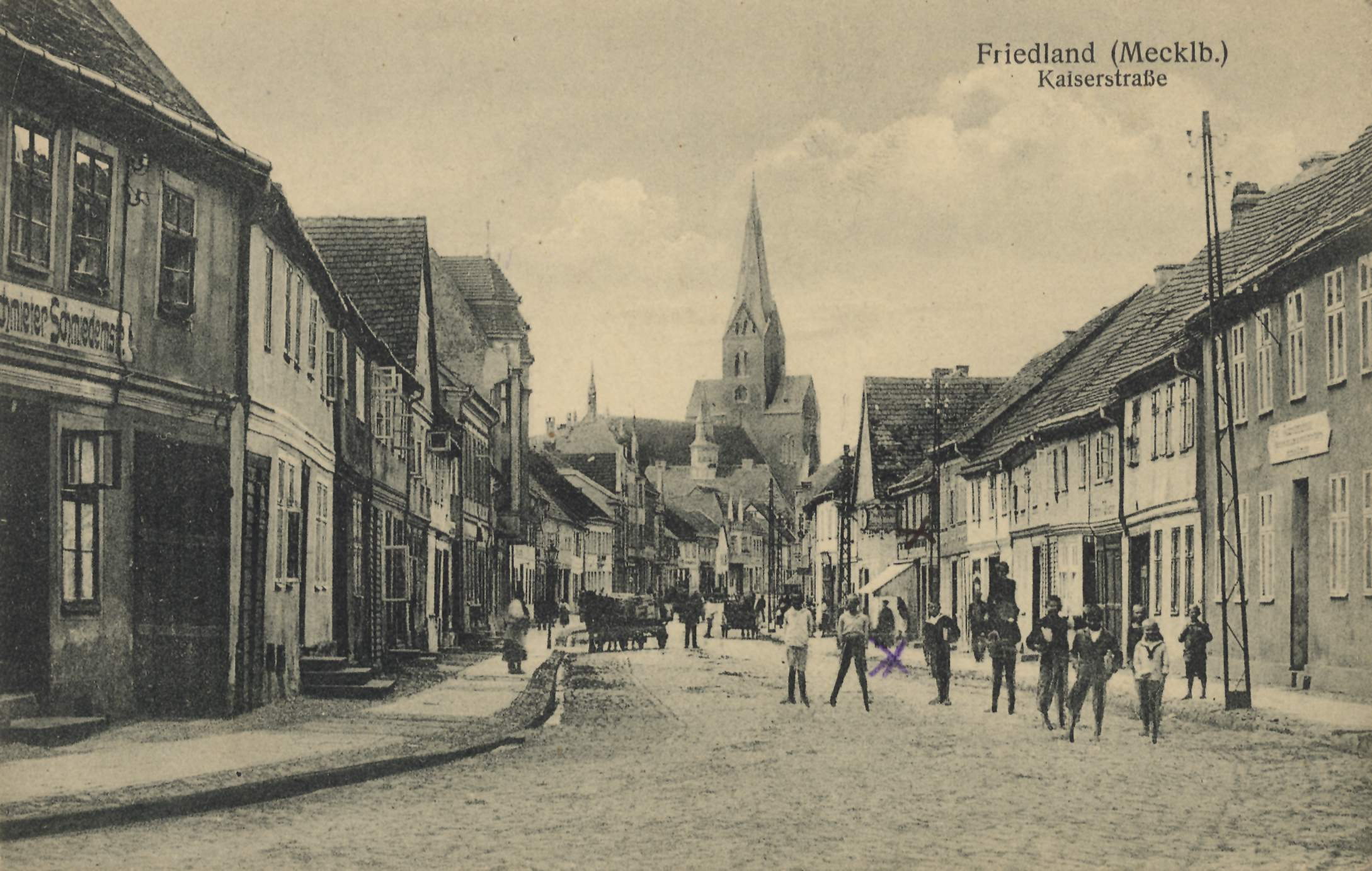
Kaiserstraße (heute Riemannstraße), Blick zum Markt mit Rathaus und Marienkirche, um 1900

 Stand: 31. Dezember des jeweiligen Jahres

## Politik

### Stadtvertretung
Die Stadtvertretung von Friedland besteht entsprechend der Einwohnerzahl der Stadt aus 19 Mitgliedern. Die Kommunalwahl am 9. Juni 2024 führte bei einer Wahlbeteiligung von 58,4 % zu folgendem Ergebnis:
| Partei / Wählergruppe                    | Stimmenanteil 2019 | Sitze 2019 |  | Stimmenanteil 2024 | Sitze 2024 |
| ---------------------------------------- | ------------------ | ---------- |  | ------------------ | ---------- |
| Freie Wählergemeinschaft Friedland (FWF) | 18,3 %             | 3          |  | 34,6 %             | 7          |
| AfD                                      | 13,8 %             | 1          |  | 28,6 %             | 3          |
| CDU                                      | 34,1 %             | 7          |  | 14,5 %             | 3          |
| Frauenliste Friedland                    | 13,3 %             | 3          |  | 13,6 %             | 3          |
| WIR für Friedland                        | –                  | –          |  | 05,1 %             | 1          |
| FDP                                      | 01,9 %             | –          |  | 02,1 %             | –          |
| Einzelbewerber Ralf Pedd                 | –                  | –          |  | 01,6 %             | –          |
| Die Linke                                | 11,8 %             | 2          |  | –                  | –          |
| SPD                                      | 04,1 %             | 1          |  | –                  | –          |
| Einzelbewerber Wolfgang Kernchen         | 01,5 %             | –          |  | –                  | –          |
| Wählergemeinschaft Schwanbeck            | 01,2 %             | –          |  | –                  | –          |
| Insgesamt                                | 100 %              | 17         |  | 100 %              | 17         |

Bei der Wahl 2019 entfielen auf die AfD drei Sitze. Da sie nur einen Kandidaten aufgestellt hatte, blieben in der Stadtvertretung zwei Sitze unbesetzt. Bei der Wahl 2024 entfielen auf die AfD fünf Sitze. Da sie nur drei Kandidaten aufgestellt hatte, bleiben in der Stadtvertretung weiterhin zwei Sitze unbesetzt.

### Bürgermeister
- 1992–2021: Wilfried Block (parteilos)[16]
- ab 2021: Frank Nieswandt (Linke)

Nieswandt wurde in der Bürgermeisterstichwahl am 9. Mai 2021 mit 53,1 % der gültigen Stimmen für eine Amtszeit von neun Jahren gewählt.

### Wappen
| Wappen der Stadt Friedland | Blasonierung: „In Silber ein doppelter roter Mauerbogen, der im Schnittpunkt unten in eine gestürzte heraldische Lilie ausläuft, mit drei roten Türmen, der mittlere mit einer durch Streben gestützten, fünffach gezinnten Platte, die niedrigeren Seitentürme mit je einer vierfach gezinnten Platte und einem Fenster; darunter die Brustbilder zweier blau Geharnischter mit goldener Helmspange und goldenem Gurt, der zur Rechten in der rechten Hand ein silbernes Schwert mit goldenem Griff und in der linken Hand eine goldene Lanze mit silberner Spitze, der zur Linken in der rechten Hand ein silbernes Schwert mit goldenem Griff und in der linken Hand eine goldene Fahnenlanze mit silberner Spitze und einer quergestreiften rot-silbernen Fahne, zwischen den Geharnischten ein silberner Dreieckschild, darin ein roter Adler.“                                                                                     |
| Wappen der Stadt Friedland | Wappenbegründung: Das Wappen ist nach dem Siegelbild des SIGILLVM BVRGENSIVM DE FRIDELAN – als Abdruck erstmals 1343 überliefert – gestaltet worden. Am 30. September 1939 war Friedland vom Reichsstatthalter in Mecklenburg ein vom Berliner Prof. Hans Herbert Schweitzer leicht verändertes Wappen verliehen worden: In Gold drei auf doppeltem Mauerbogen stehende gezinnte rote Türme, unter denselben und zwischen den Brustbildern der Geharnischten ein silberner Schild mit rotem Adler. Das wiederhergestellte Wappen zeigt ein städtisches Symbol, den Mauerbogen mit den drei Türmen, als Zeichen für eine befestigte Stadt, sowie ein Herrschaftszeichen, das Wappen der Markgrafen von Brandenburg, und zwei menschliche Figuren als Versinnbildlichung der beiden markgräflichen Stadtgründer. Das Wappen wurde 1997 neu gezeichnet und unter der Nr. 129 der Wappenrolle des Landes Mecklenburg-Vorpommern registriert. |

### Flagge
Die Flagge wurde von dem Friedländer Frank Erstling gestaltet und am 15. Juli 1997 durch das Ministerium des Innern genehmigt.
Die Flagge ist gleichmäßig längs gestreift von Rot und Weiß. In der Mitte des Flaggentuchs liegt, auf jeweils zwei Drittel der Höhe des roten und des weißen Streifens übergreifend, das Stadtwappen. Die Länge des Flaggentuchs verhält sich zur Höhe wie 5:3.

### Dienstsiegel
Das Dienstsiegel zeigt das Stadtwappen mit der Umschrift STADT FRIEDLAND – LANDKREIS MECKLENBURGISCHE SEENPLATTE.

### Partnerschaften
Unter dem Motto „Friedland–Friedliches Land–Friedliches Europa“ finden seit 1996 Internationale Friedlandtreffen statt. Teilnehmer sind acht Orte, die den Namen Friedland tragen oder in der Vergangenheit trugen.
- Friedland (Niederlausitz) (Brandenburg)
- Friedland (Niedersachsen)
- Frýdlant v Čechách (Tschechien)
- Frýdlant nad Ostravicí (Tschechien)
- Korfantów (Polen)
- Mieroszów (Polen)
- Prawdinsk (Russland)

## Sehenswürdigkeiten

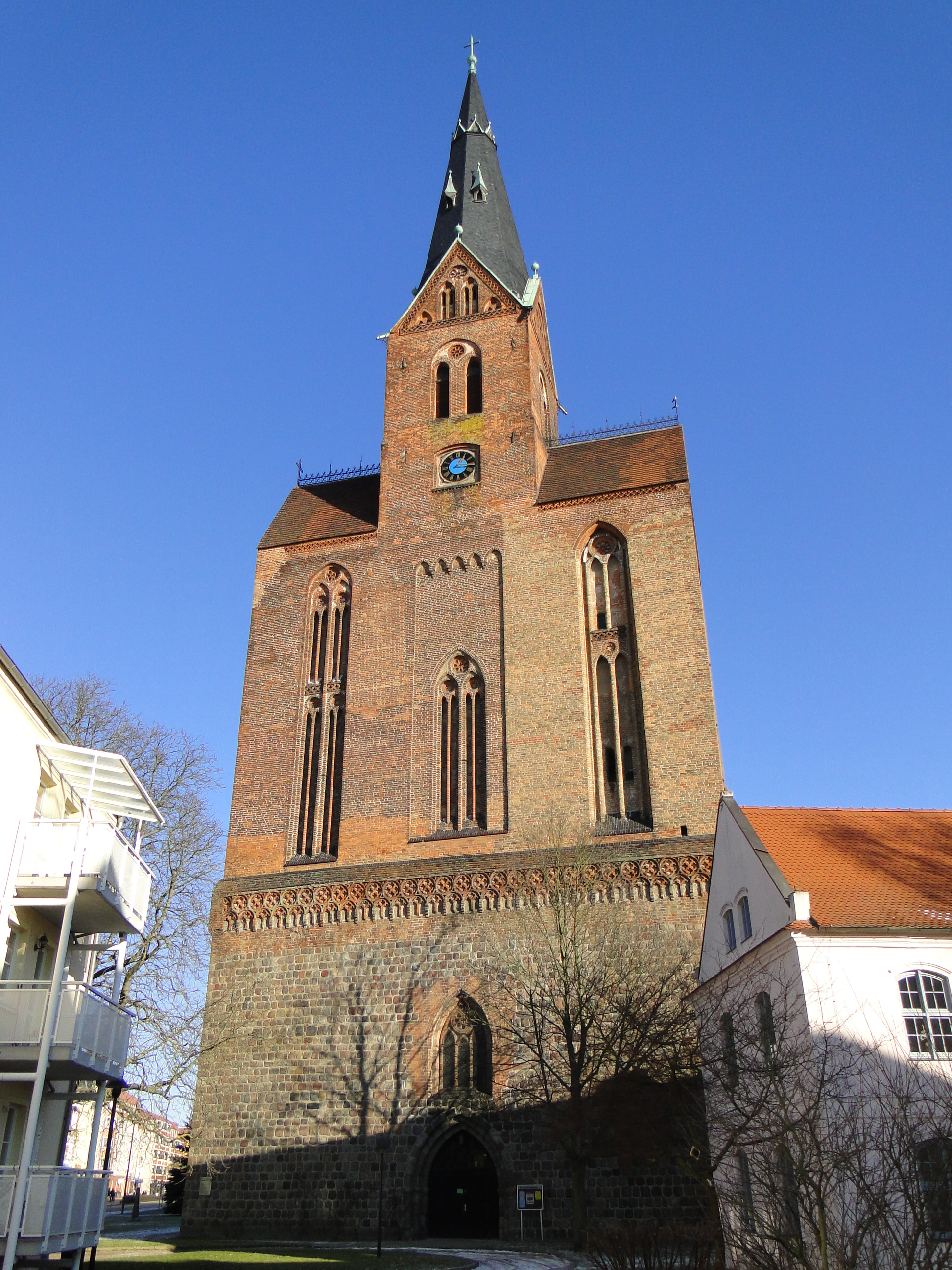
Westansicht der Marienkirche

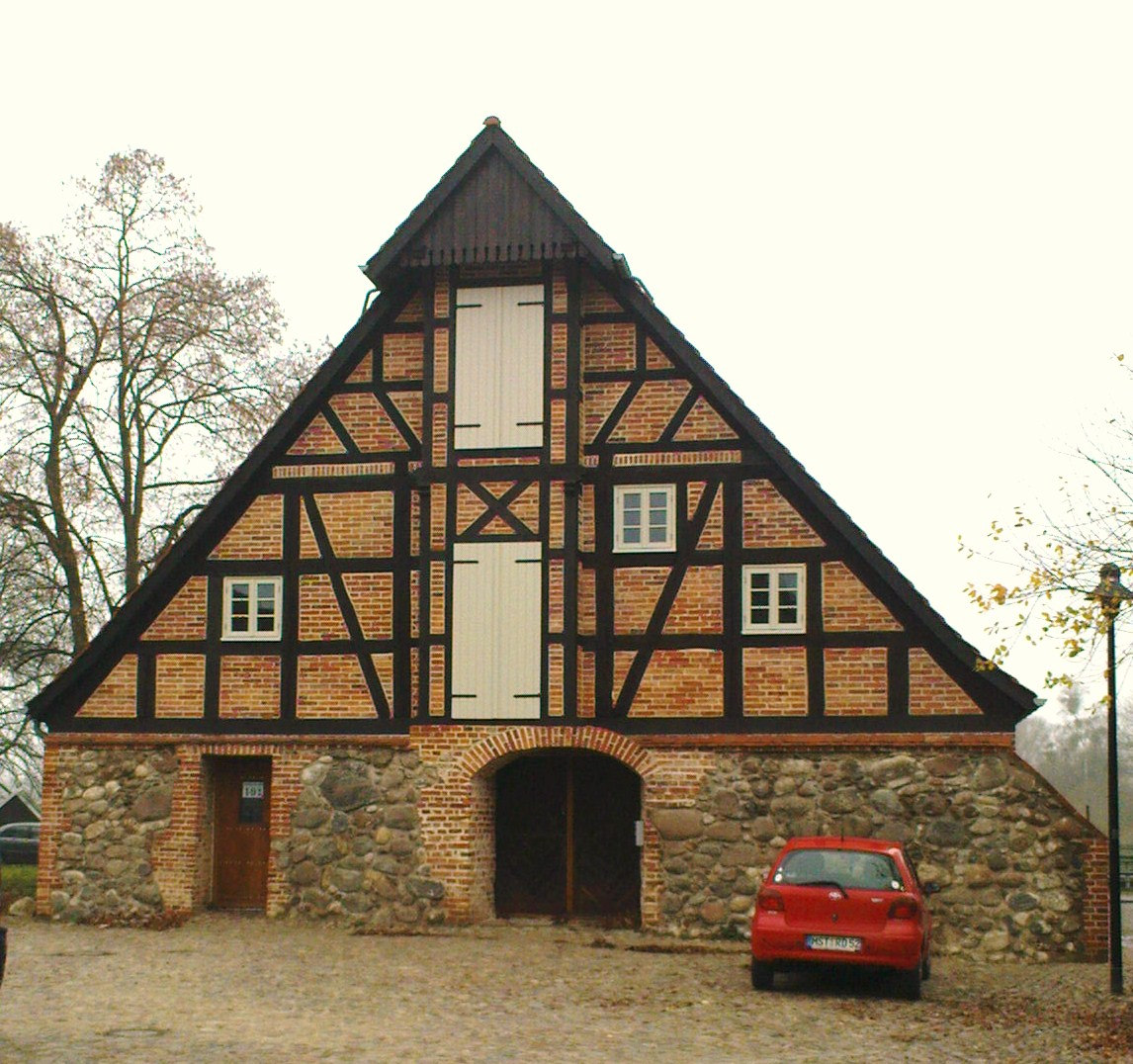
Wassermühle

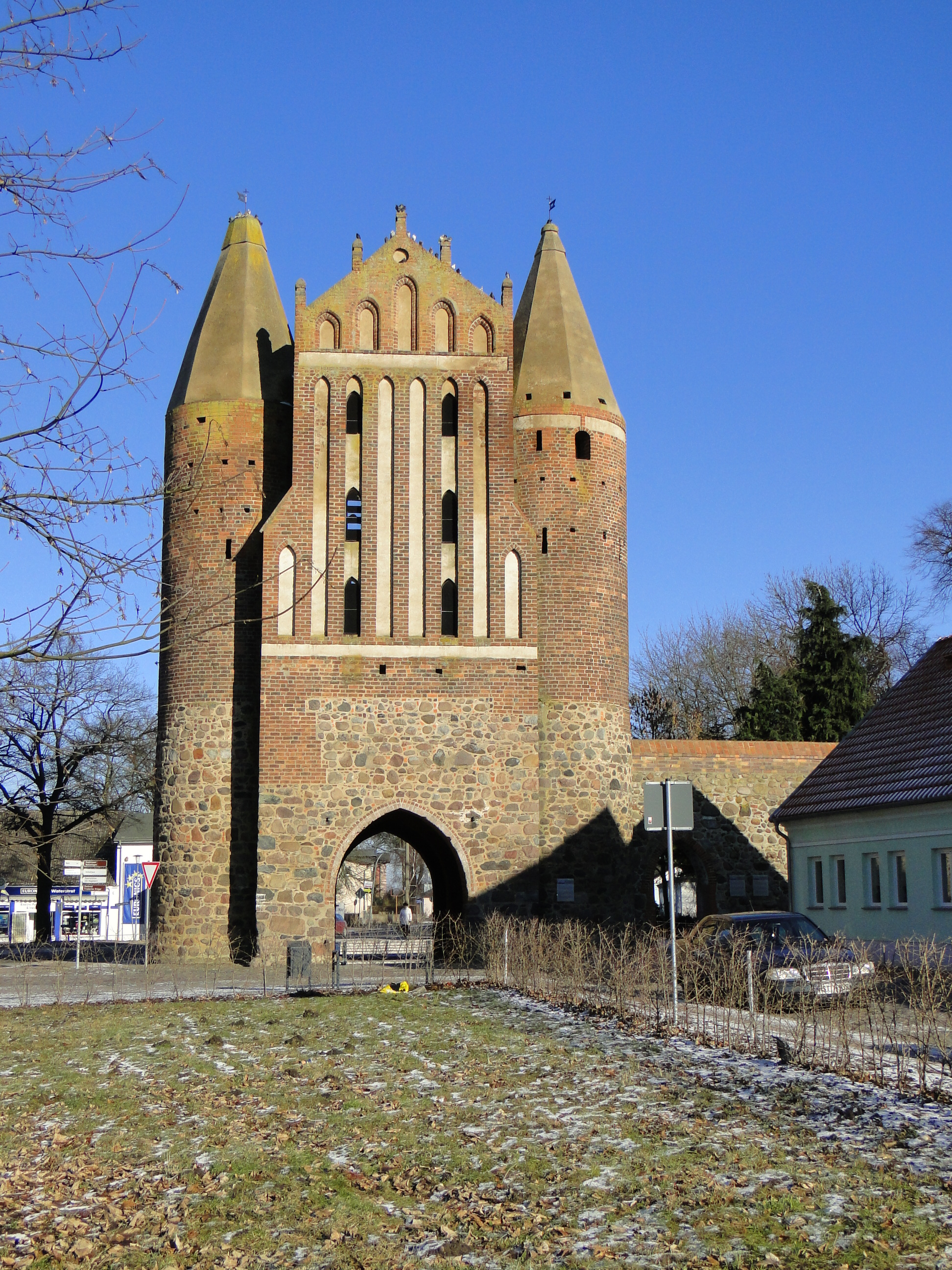
Anklamer Tor

- Backsteingotische Pfarrkirche St. Marien, vom 14./15. Jahrhundert als dreischiffige Hallenkirche mit elf Jochen. Die Kirche wurde 1703 durch den Stadtbrand schwer beschädigt. Im 19. Jahrhundert wurde der weithin sichtbare Turm auf 91 Meter erhöht.
  - großes Orgelwerk von Wilhelm Sauer von 1905 im Barockprospekt von 1744
- Pfarrkirche Sankt Nikolai, aus der zweiten Hälfte des 13. Jahrhunderts, gotischer Feldsteinquaderbau, 1945 bis auf die Umfassungsmauern ausgebrannt und seitdem Ruine
- Stadtbefestigung von nach 1304; sie besteht aus
  - der Stadtmauer aus Feldsteinmauerwerk, bis zu sechs Meter hoch
  - dem Wiekhaus Fischerburg (15. Jh.) (ursprünglich gab es 29 Wiekhäuser)
  - dem äußeren Wallgrabensystem (früher dreifach gegliedert, heute teils Grünflächen)
  - dem Anklamer Tor (früher Steintor) aus Feldsteinen (Unterbau) und Backsteinen mit beiderseitigen Rundtürmen (14. Jh.)
  - dem Neubrandenburger Tor, einheitlicher dreigeschossiger Backsteinbau mit Stadt- und Feldseitengiebel (zweite Hälfte des 15. Jh.)
  - dem runden Fangelturm aus Backsteinen (14. Jh.), während einer Belagerung durch pommersche Truppen 1453 teilweise zerstört, 1909–1911 zum Wasserturm umgebaut
  - der ehemaligen Wassermühle von 1703 am Flüsschen Datze
- Reste eines alten Friedhofs auf den Stadtwällen, darauf (standortverändert) nur noch das Grabmal von Heinrich Riemann; an ihn erinnert auch ein Gedenkstein nördlich der St. Marienkirche sowie eine Gedenktafel an der Stelle seines ehemaligen Wohnhauses (Kriegsverlust)
- Museum der Stadt in dem restaurierten Fachwerkgebäude Mühlenstraße 1 mit Ausstellung und Originalfahrzeugen der Mecklenburg-Pommerschen Schmalspurbahn (MPSB)
- ehemaliges Altes Gymnasium, Rudolf-Breitscheid-Straße, klassizistischer Schulbau von 1784 mit Mauerresten eines mittelalterlichen Vorgängerbaus
- neu gestalteter Markt mit dargestelltem Umriss des 1945 zerstörten Rathauses
- Gedenkstein aus den 1950er Jahren links vom Anklamer Tor, zwischen Stadtmauer und der ersten Wallkrone, für die Opfer des Nationalsozialismus: sechs KZ-Opfer und zwei Deserteure
- Gedenkstein von 1965 an der Pasewalker Straße vor der Einmündung zum Neuen Friedhof zur Erinnerung an zwei junge Wehrmachtssoldaten, die bei Kriegsende desertierten und von SS-Männern erschossen bzw. erhängt wurden
- Gedenkstein von 1970 am Neubrandenburger Tor für zwei sowjetische Soldaten, die 1945 erschossen wurden; zu DDR-Zeiten für Parlamentäre gehalten, aber tatsächlich Aufklärer; seit Bekanntwerden dieses Sachverhalts steht der Stein im Museumshof
- Einheitsdenkmal, auch Baumdenkmal für die Deutsche Einheit, am Mühlenteich[6]

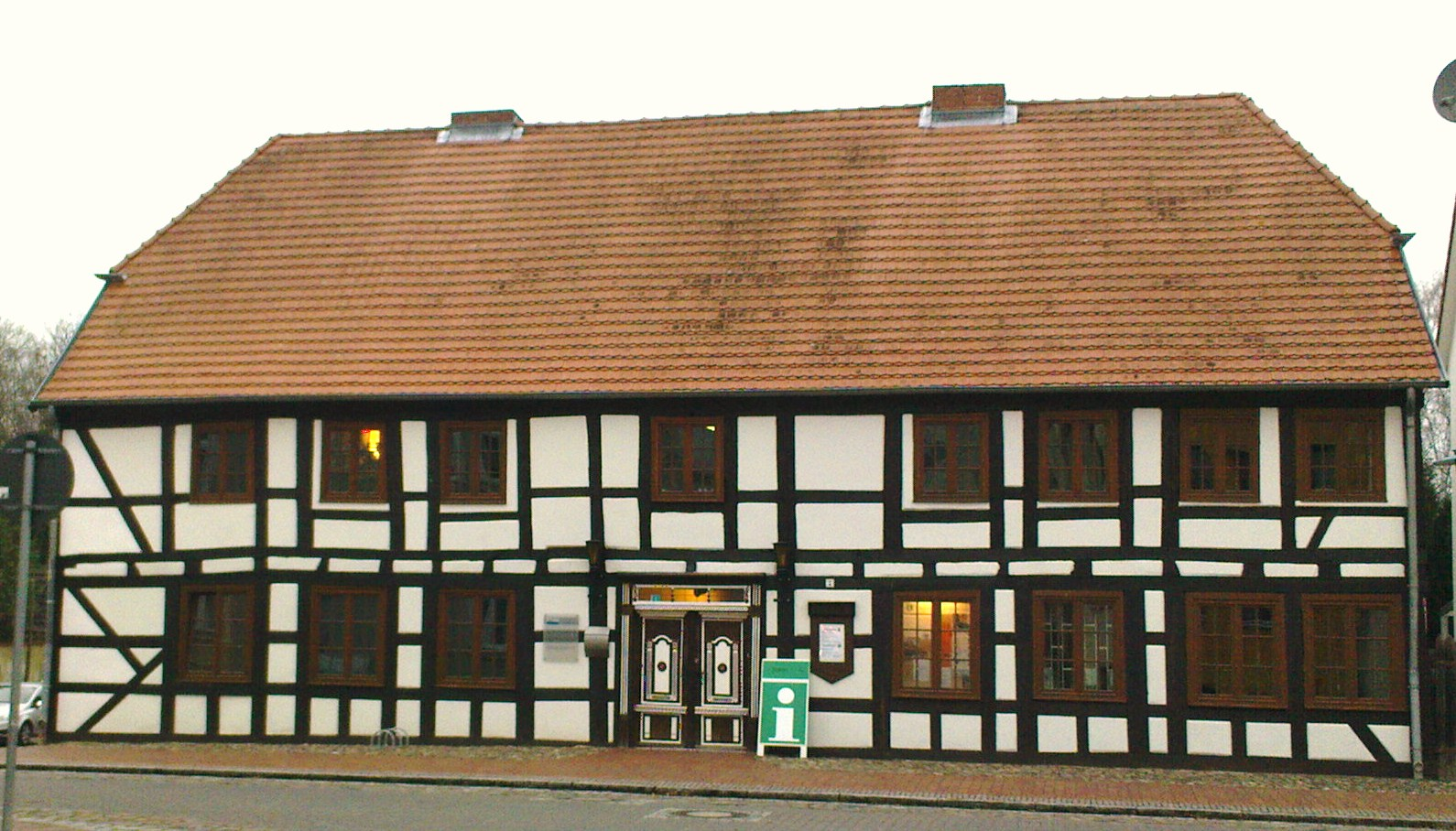
Stadtmuseum
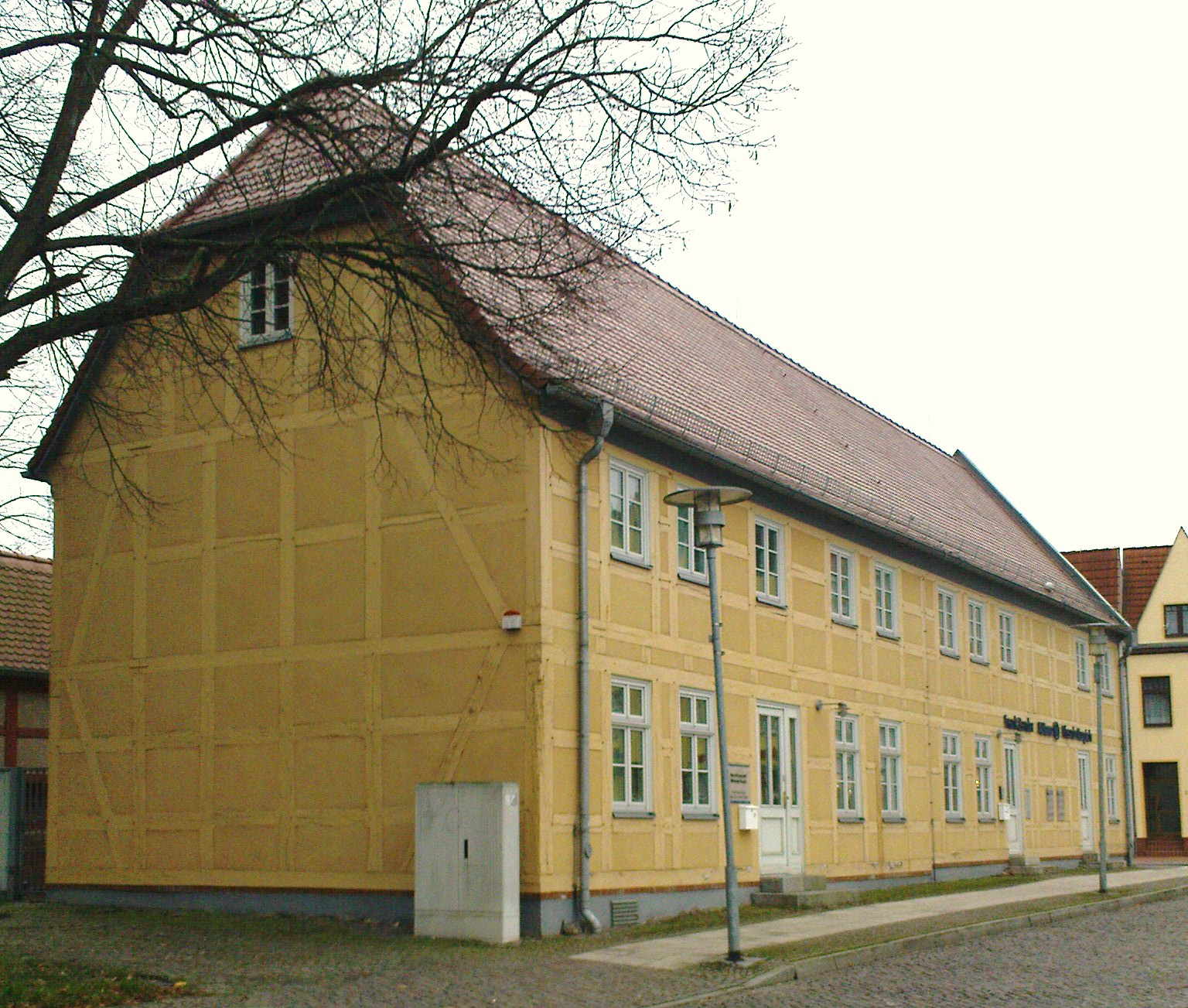
Fachwerkhaus am Markt
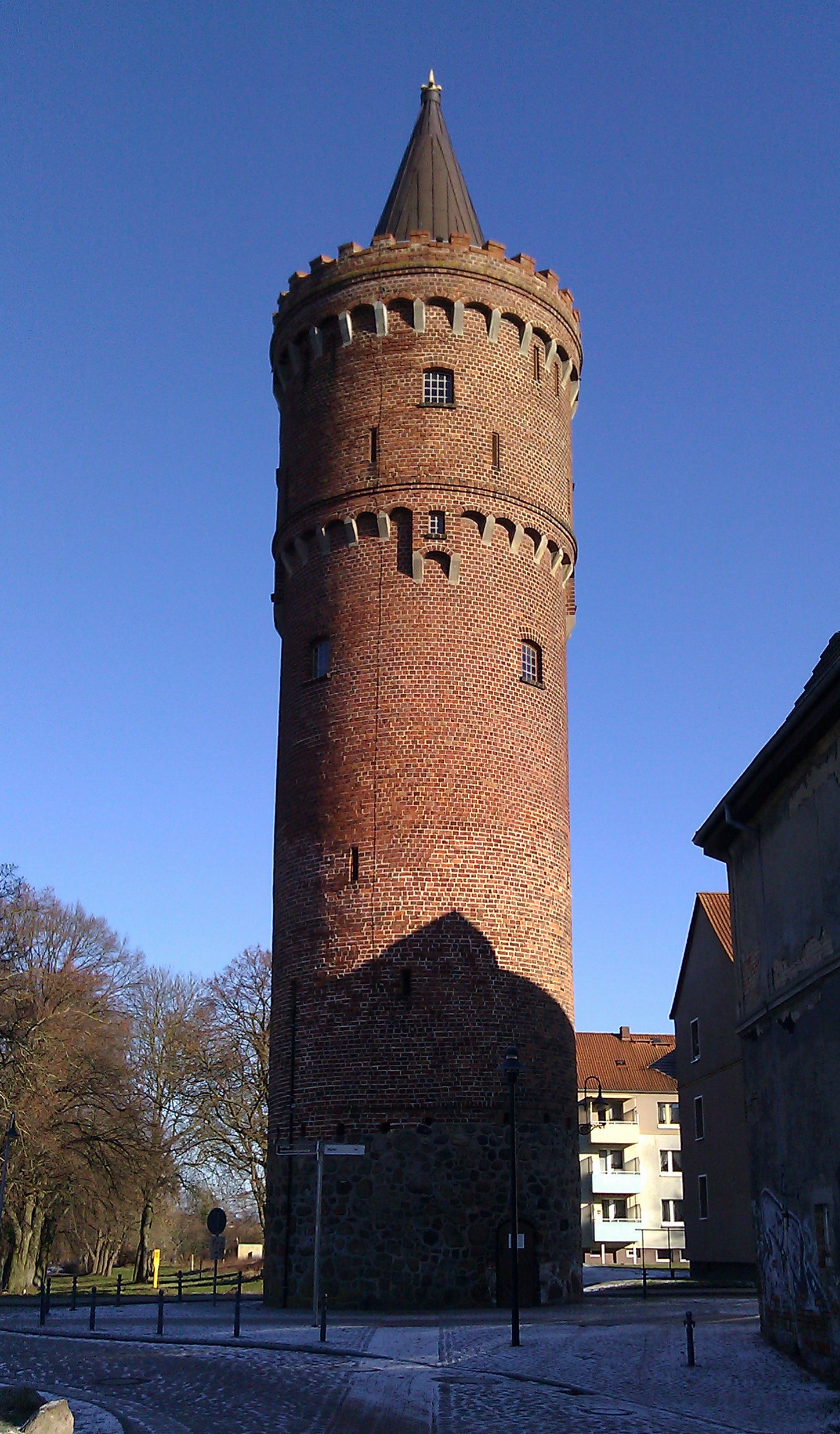
Fangelturm
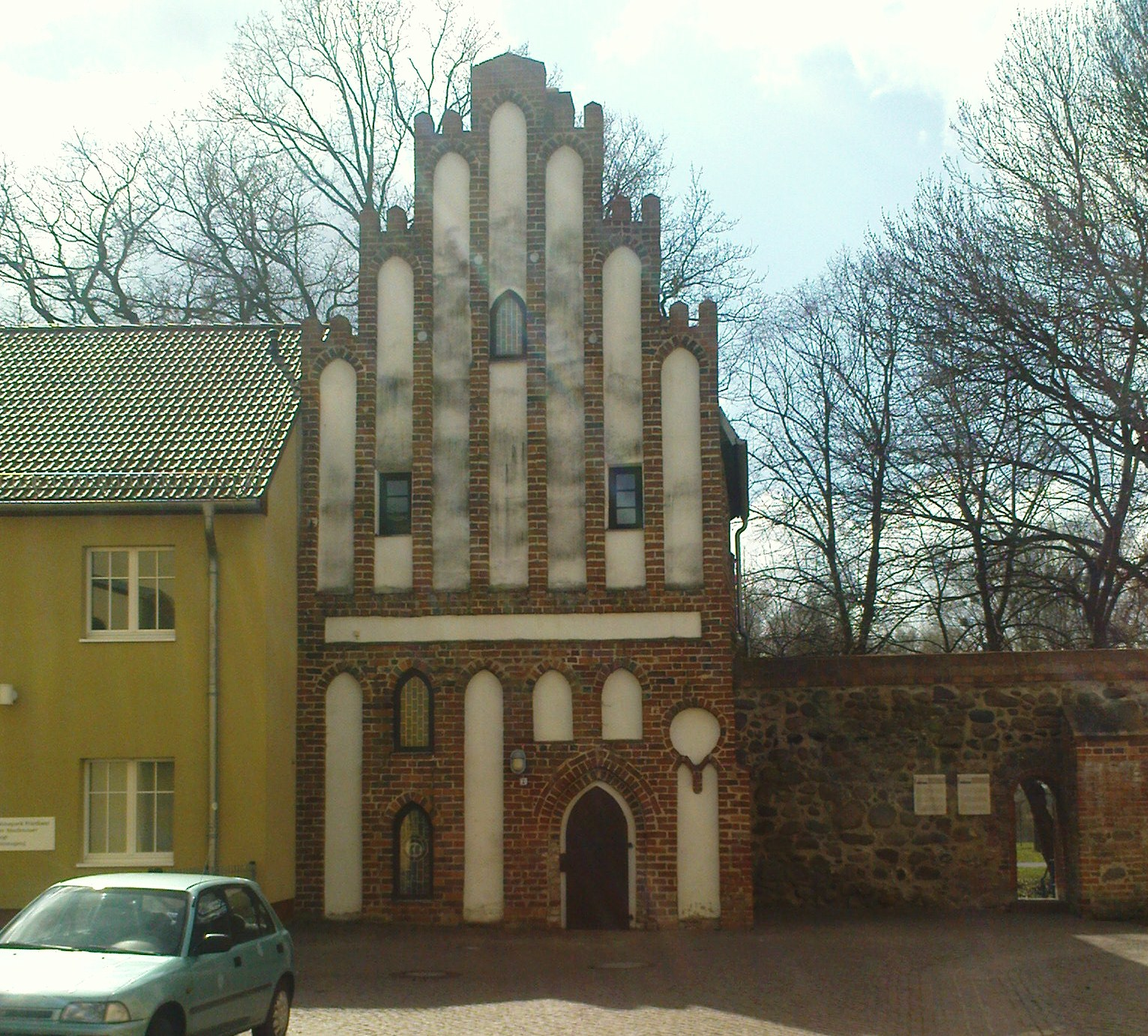
Wiekhaus Fischerburg
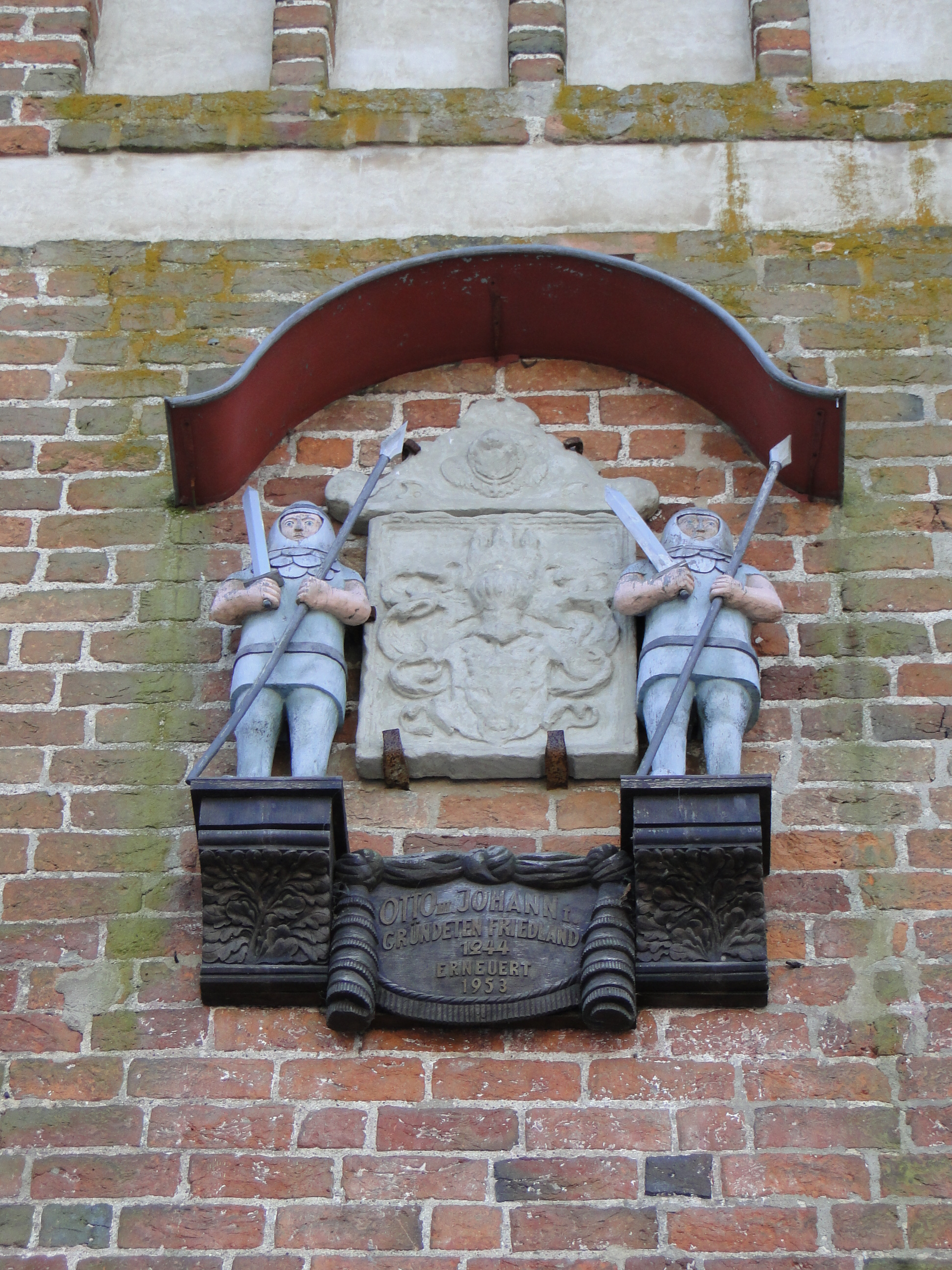
Detail am Anklamer Tor
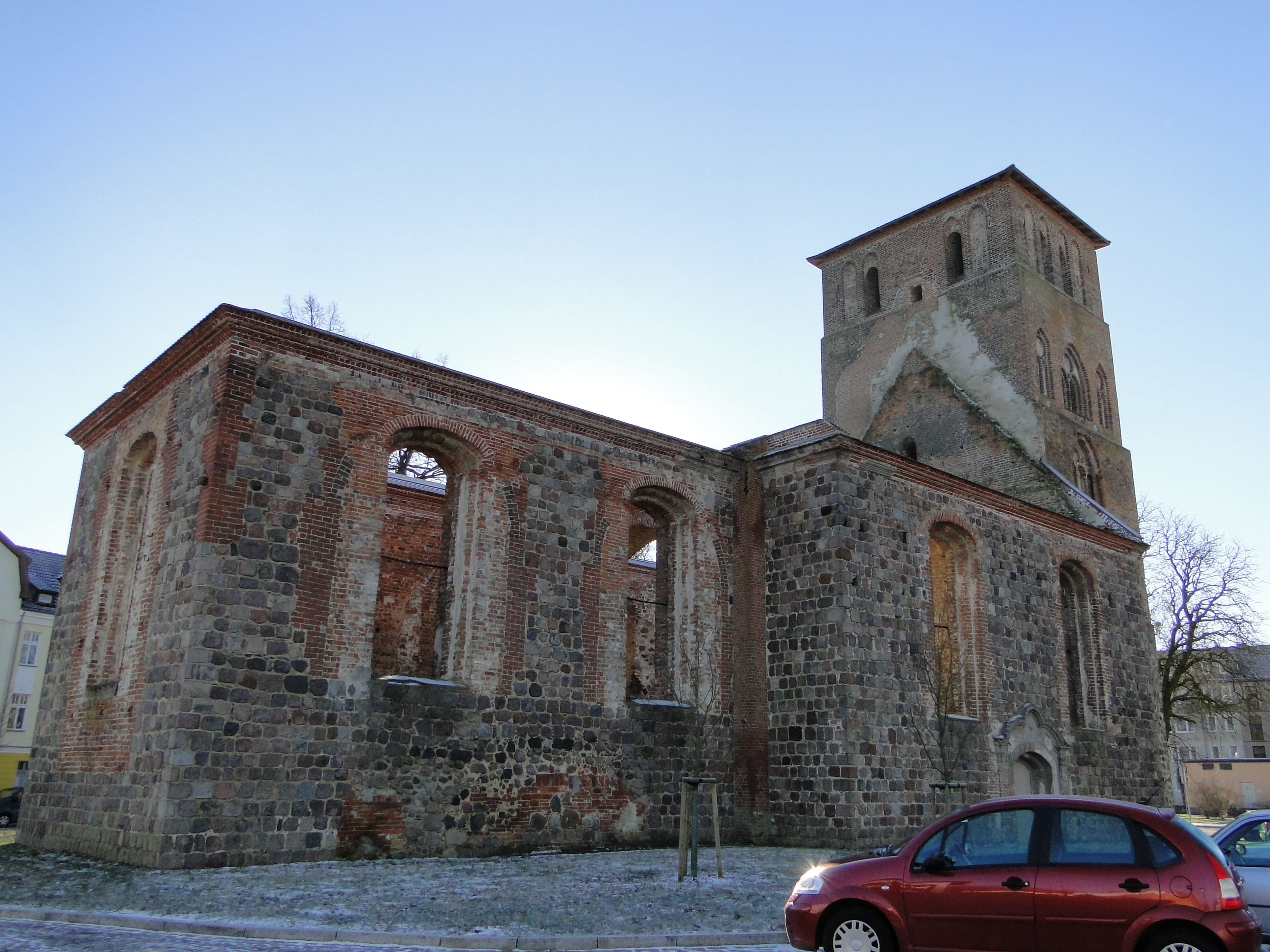
St. Nikolai – Ruine
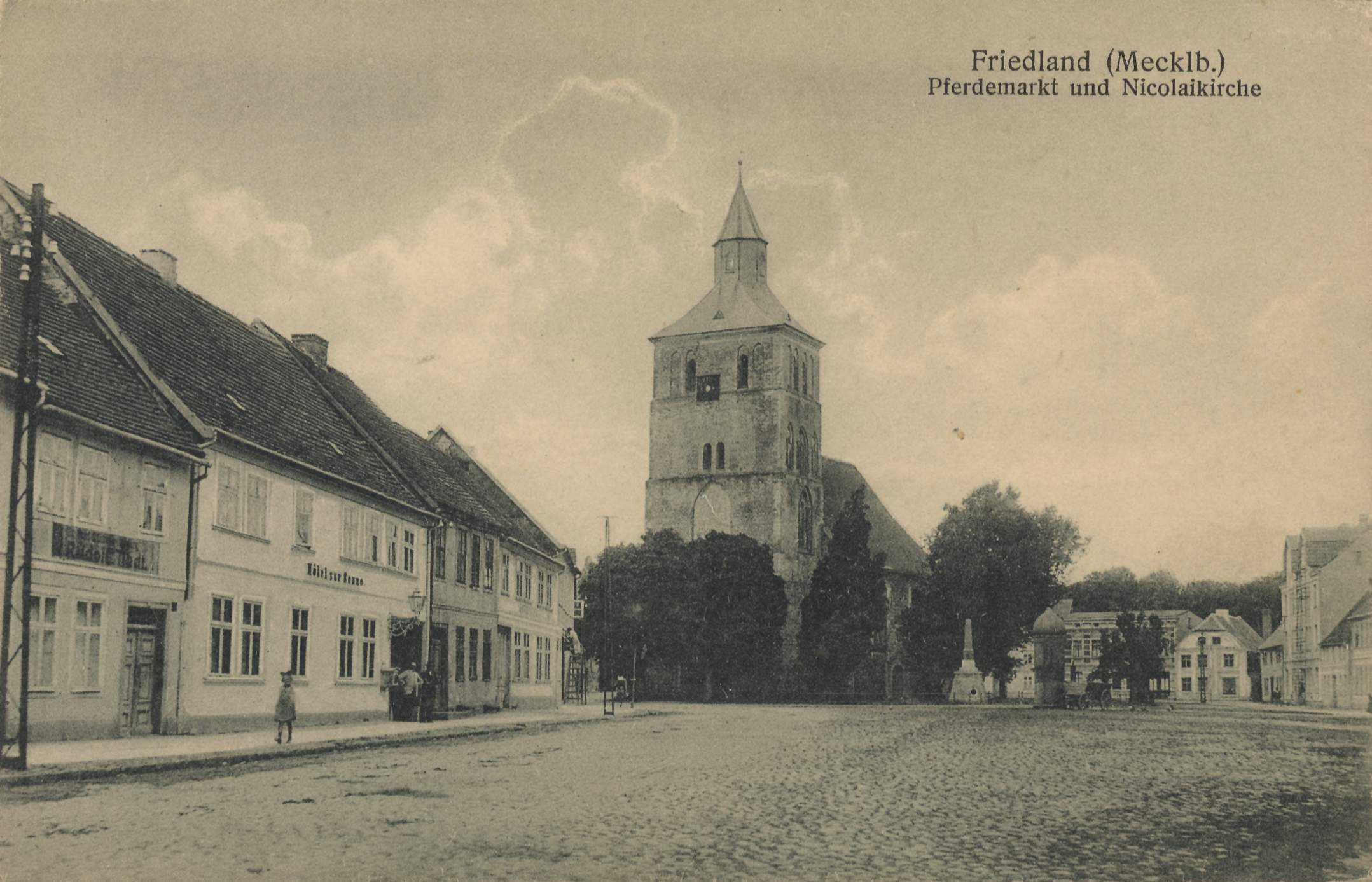
St. Nikolai mit Turm und Pferdemarkt um 1900
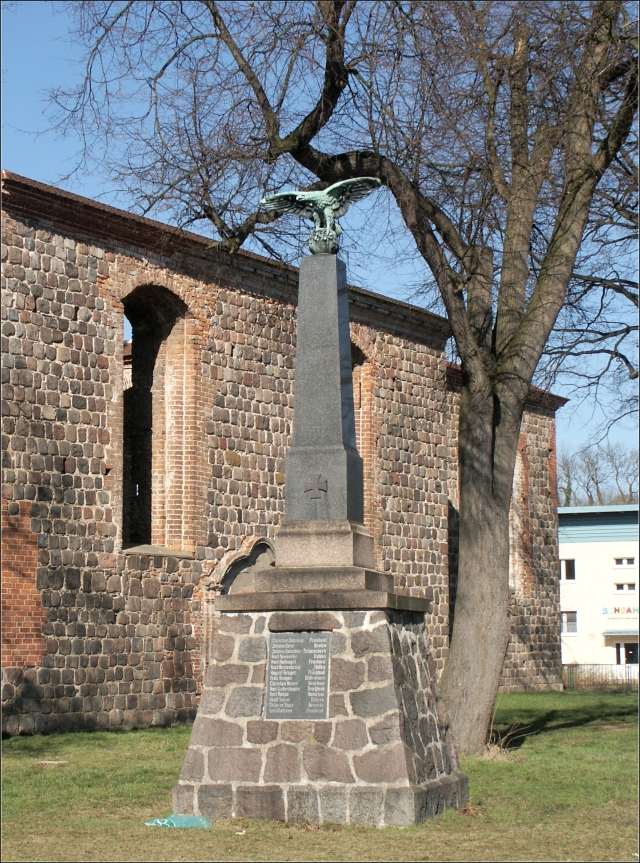
Denkmal 1870/71
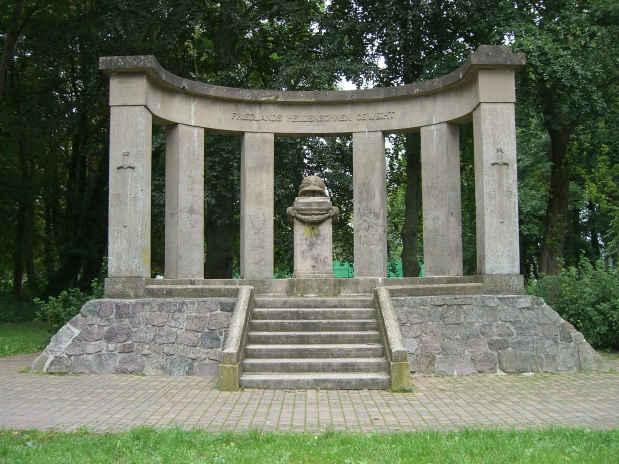
Denkmal 1914/18 von Dammann
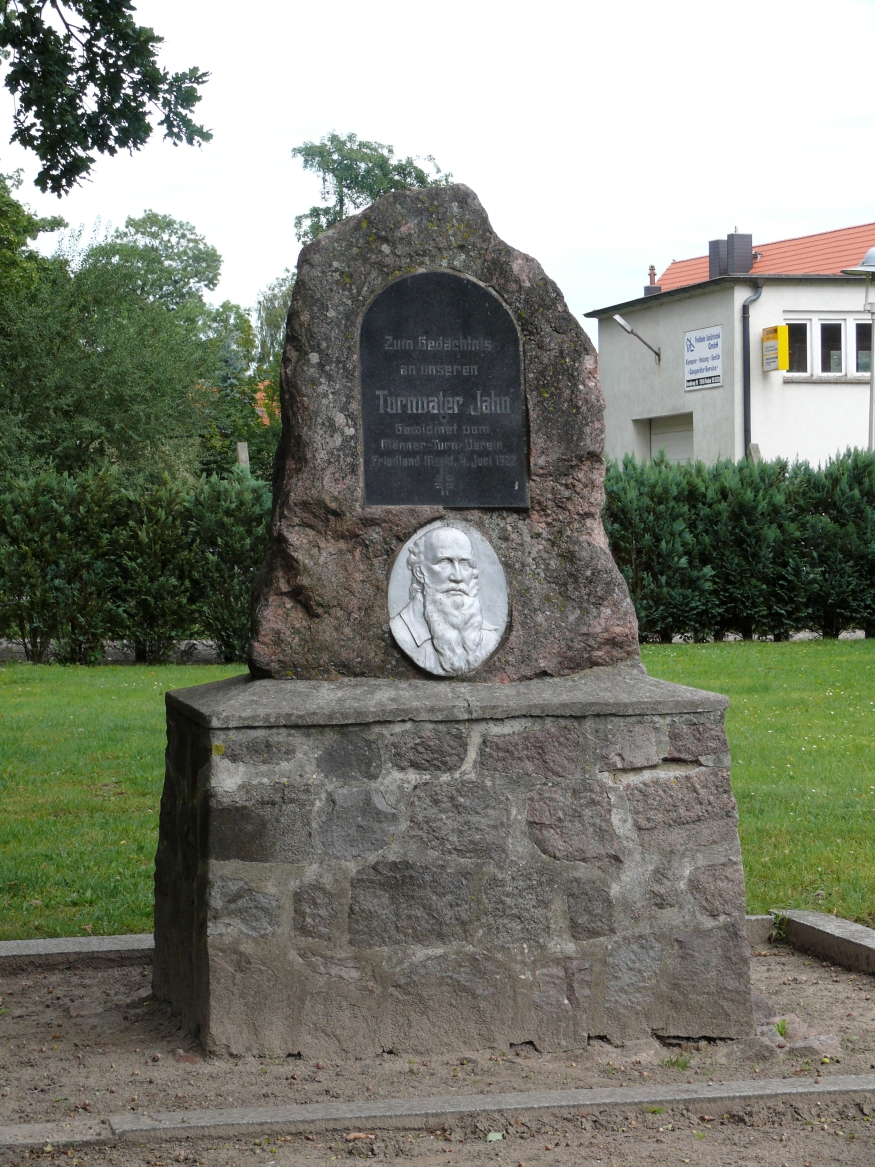
Jahndenkmal 1922

Ortsteile
- Dorfkirche Brohm (Feldsteinkirche aus dem 13. Jahrhundert mit barocker Innengestaltung)
- Gutshaus Cosa: 1846–1945 im Besitz derer von Oertzen
- Gutshaus Eichhorst von 1821 (verfällt), Besitz derer von Bredow, ab 1823 von Engel, ab 1928 Grafen von Schwerin
- Gotische Feldsteinkirche in Eichhorst von um 1300, 1836/37 Umbauten und neuer Turmaufsatz
- Feldsteinkirche in Glienke von 1772
- Feldsteinkirche in Jatzke
- Backsteinkirche in Liepen

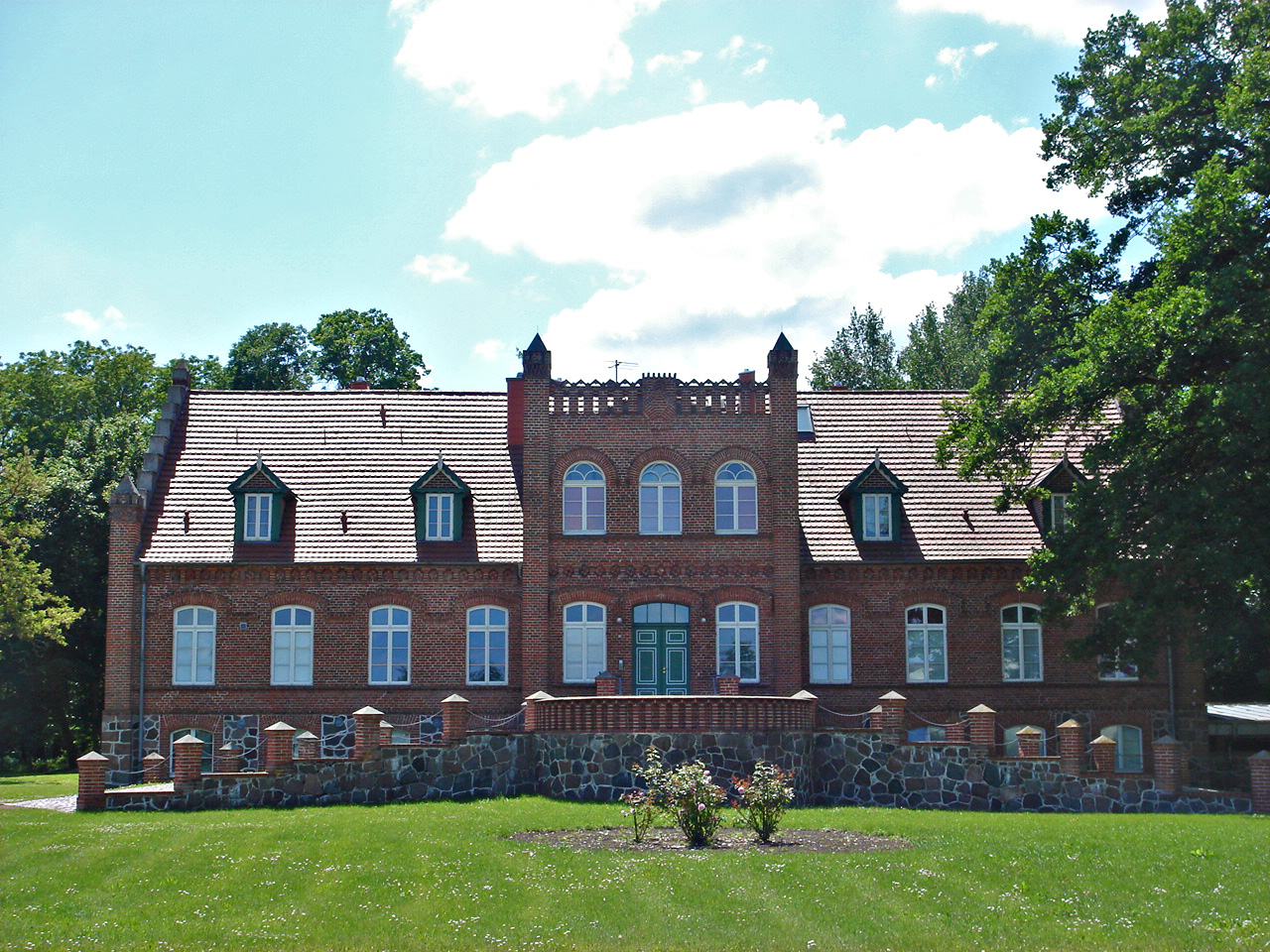
Gutshaus Cosa
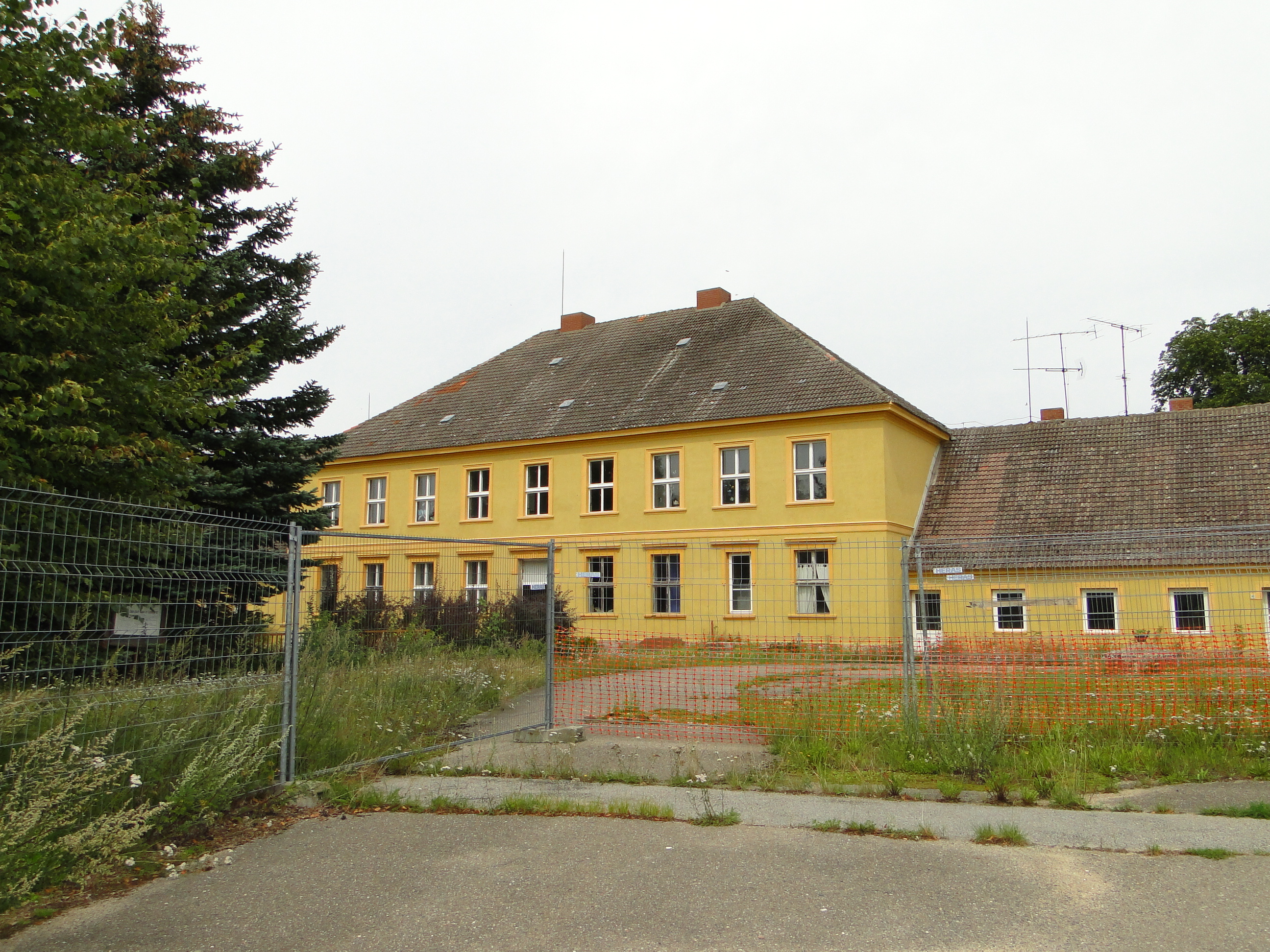
Gutshaus Eichhorst
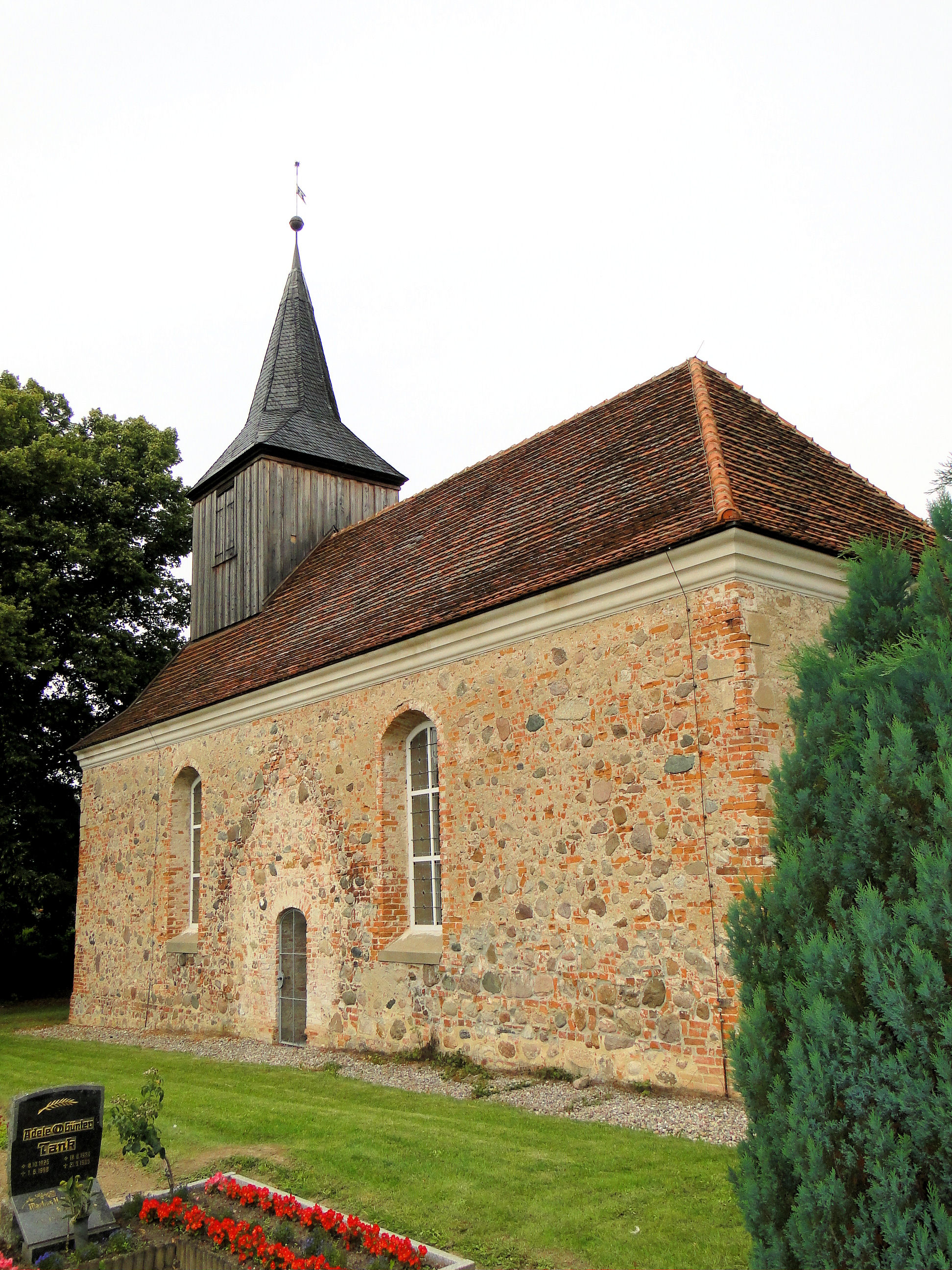
Kirche Glienke
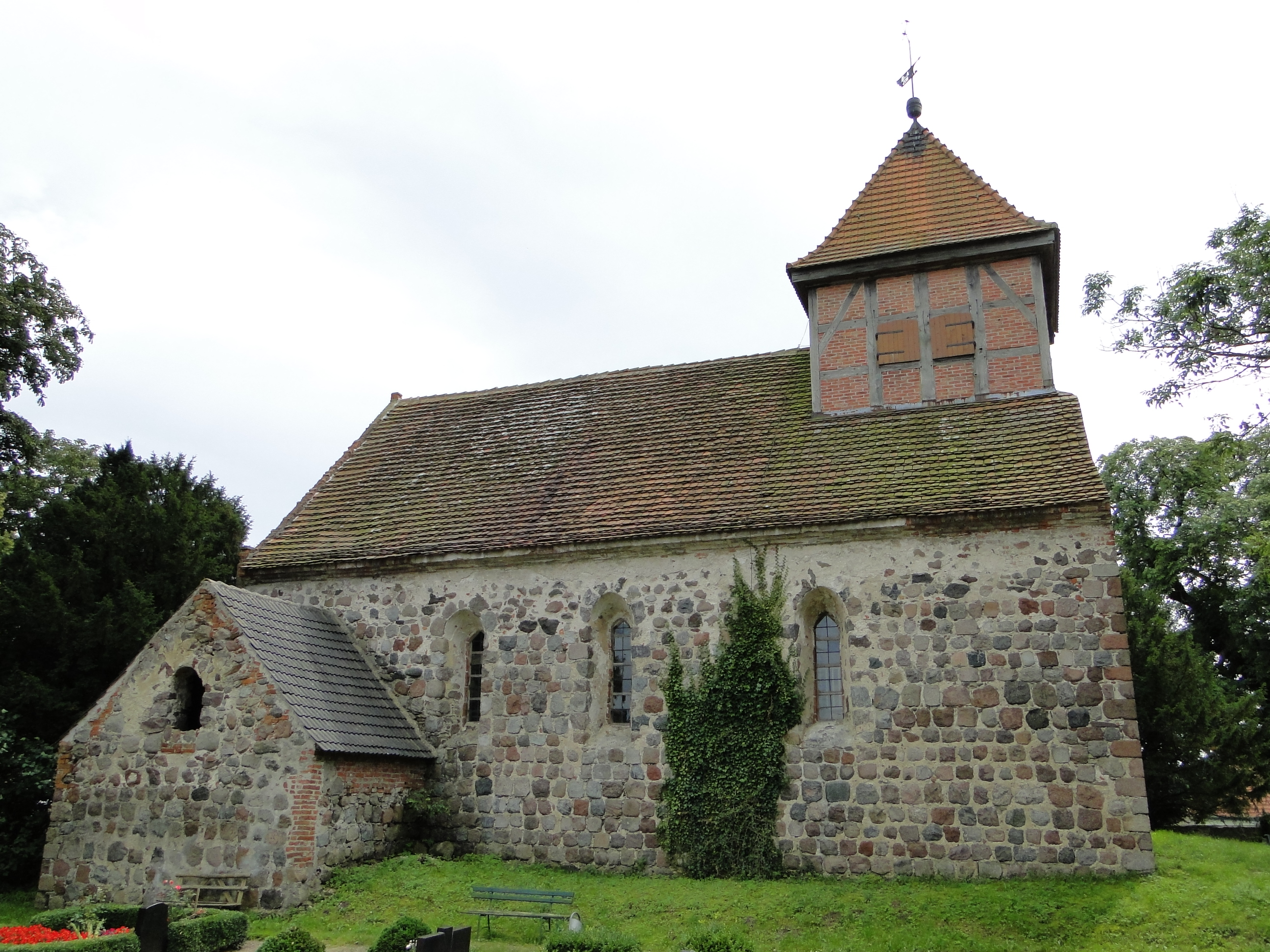
Kirche Jatzke
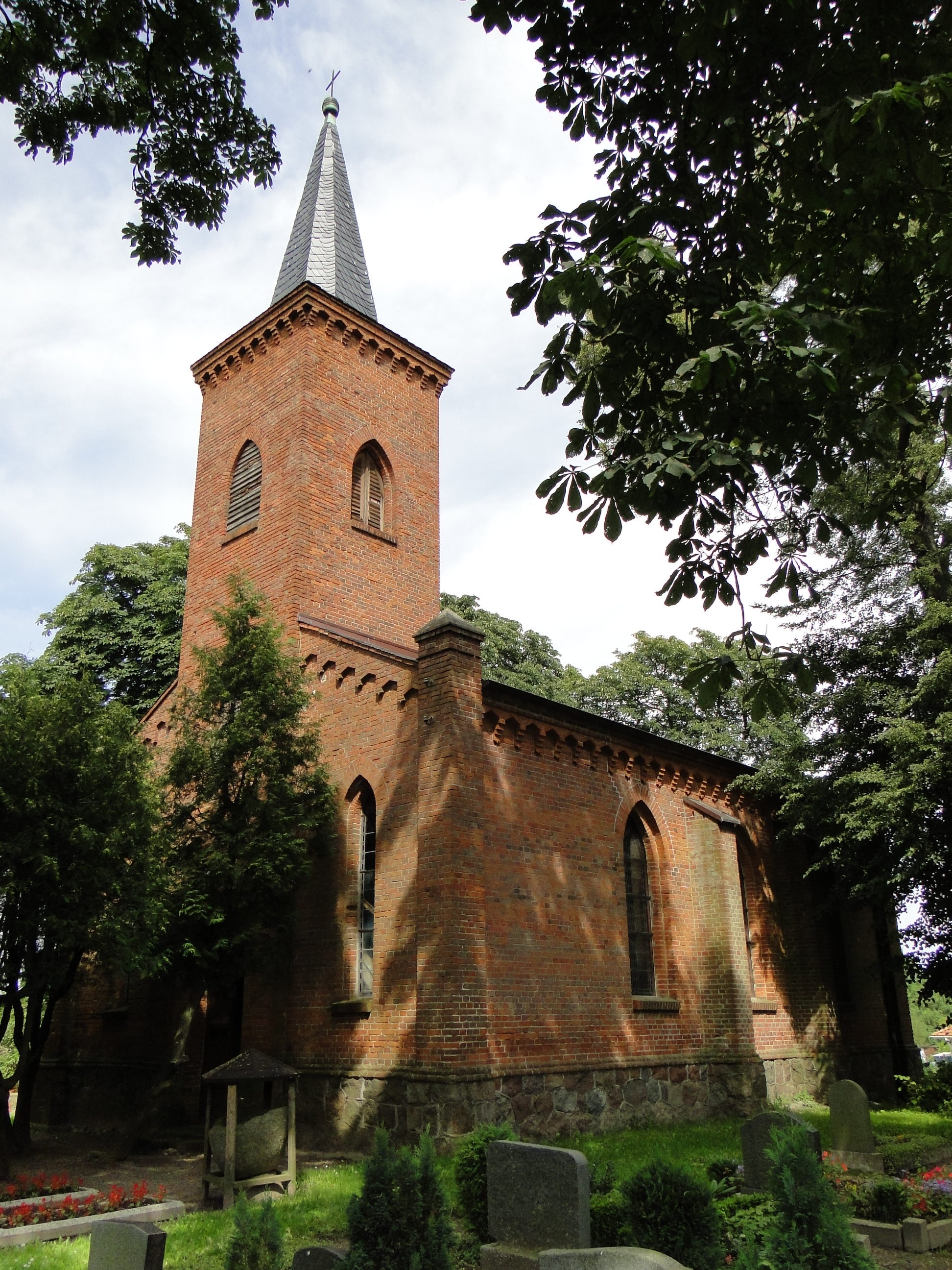
Kirche Liepen

## Verkehr
Friedland liegt an der Bundesstraße 197 zwischen Neubrandenburg und Anklam sowie an den Landesstraßen L 28 zwischen Neddemin und Ferdinandshof, L 273 nach Altentreptow und L 281 nach Woldegk. Die nächstgelegenen Autobahnanschlussstellen sind Neubrandenburg-Ost und Friedland i. M. an der Bundesautobahn 20 (Neubrandenburg–Autobahndreieck Kreuz Uckermark).
Der Bahnhof Friedland (Meckl) lag an der Mecklenburg-Pommerschen Schmalspurbahn zwischen Jarmen und Ferdinandshof, auf der der Personenverkehr 1945 bzw. 1969 eingestellt wurde, und an der Bahnstrecke Neubrandenburg–Friedland (1994 Ende des Personenverkehrs). Seither gibt es auf dieser Strecke nur noch Güterverkehr.

## Persönlichkeiten

### Söhne und Töchter der Stadt
- Andreas Helvigius (1572–1643), Philologe, Pädagoge
- Ludwig Gerhard (um 1680–1738), lutherischer Theologe und Lehrer
- Johann Gottlieb Rudolphi (1760–1838), Pastor der Pfarrkirche St. Marien (Friedland) und mecklenburgischer Geschichtsforscher
- Hans Adolph Goeden (1785–1826), deutscher Mediziner und Schriftsteller
- Friederike Krüger (1789–1848), Teilnehmerin der Befreiungskriege
- Johann Carl Heinrichs (1793–1855), Theologe, Konrektor der Gelehrtenschule und Pastor an der Nikolaikirche
- Carl Uterhart (1793–1852), Arzt
- Johann Friedrich Gentzen (1796–1871), Burschenschafter und Bibliothekar
- Franz Biese (1803–1895), Philologe, Aristoteles-Forscher
- Adolph Goeden (1810–1888), Arzt, Mitglied der Frankfurter Nationalversammlung
- Emilie Mayer (1812–1883), Komponistin
- Robert Praefcke (1831–1910), Verwaltungsjurist und Versicherungsdirektor
- Rudolf Berlin (1833–1897), Augenarzt
- Gustav Langbein (1833–1915), lutherischer Geistlicher
- Heinrich Bossart (1857–1930), Jurist, Staatsminister in Mecklenburg-Strelitz
- Ludwig Sternberg (1857–1935), Schauspieler und Fritz-Reuter-Rezitator
- Paul Dörwald (1859–1937), Philologe und Gymnasialdirektor
- Hans Lentz (1868–1932), Zimmerermeister und Politiker
- Hugo Blumhagen (1875–1963), Kolonial- und Ministerialbeamter
- Paul Viering (1880–1966), Architekt, Denkmalpfleger und Provinzialkonservator
- Käte Agerth (1888–1974), Reformpädagogin und Lehrerin
- Willi Köhn (1900–1962), Generalkonsul und SS-Brigadeführer
- Hans Heinrich Klein (1918–1992), Generalleutnant des Heeres der Bundeswehr
- Lilly Kühnel (* 1953), Politikerin (SPD), 2002–2006 Landtagsabgeordnete in Mecklenburg-Vorpommern
- Dirk Barsikow (* 1962), Fußballspieler
- Stefan Rudolph (* 1962), Politiker (CDU)

### Mit Friedland verbundene Persönlichkeiten

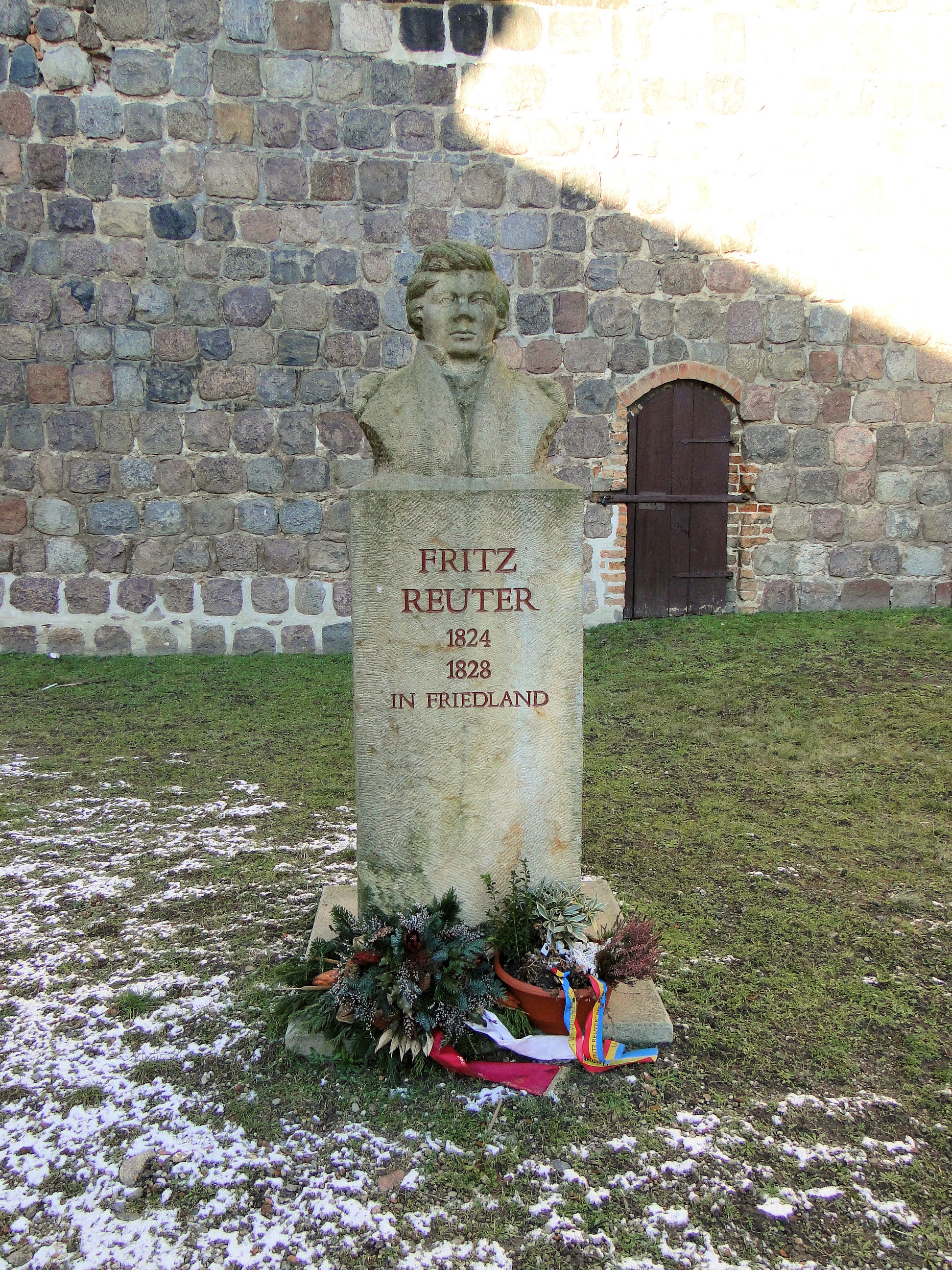
Reuter-Denkmal an der Marienkirche

- Johann Heinrich von Thünen (1783–1850), Agrar- und Wirtschaftswissenschaftler, leitete um 1806 einige Jahre das Gut Liepen
- Carl Leuschner (1787–1861), Theologe, Lehrer und Konrektor der Gelehrtenschule, Begründer des Turnens in Friedland
- Karl Bülch (1792–1844), Lehrer und Subrektor der Gelehrtenschule
- Heinrich (Arminius) Riemann (1793–1872), Lehrer an der Gelehrtenschule, dann Pastor an St. Marien
- Karl Horn (1794–1879), Lehrer und Prorektor der Gelehrtenschule, Mitgründer der deutschen Burschenschaft
- Wilhelm Langbein (1801–1840), Pädagoge, Konrektor der Gelehrtenschule
- Daniel Runge (1804–1864), Theologe und Parlamentarier, besuchte die Gelehrtenschule in Friedland
- August Dühr (1806–1896), klassischer Philologe, ab 1840 Prorektor, später Konrektor am Gymnasium in Friedland
- Fritz Reuter (1810–1874), niederdeutscher Dichter, besuchte in Friedland die Schule
- Adolph Runge (1816–1862), Arzt in Friedland, Abgeordneter des Vorparlaments der Frankfurter Nationalversammlung
- Ernst Boll (1817–1868), Naturforscher, Hauslehrer in Friedland
- Wilhelm Sauer (1831–1916), Orgelbauer, verlebte seine Jugend in Friedland
- Marx Möller (1868–1921), Schriftsteller, verlebte seine Jugend in Friedland